# Eozoon canadense

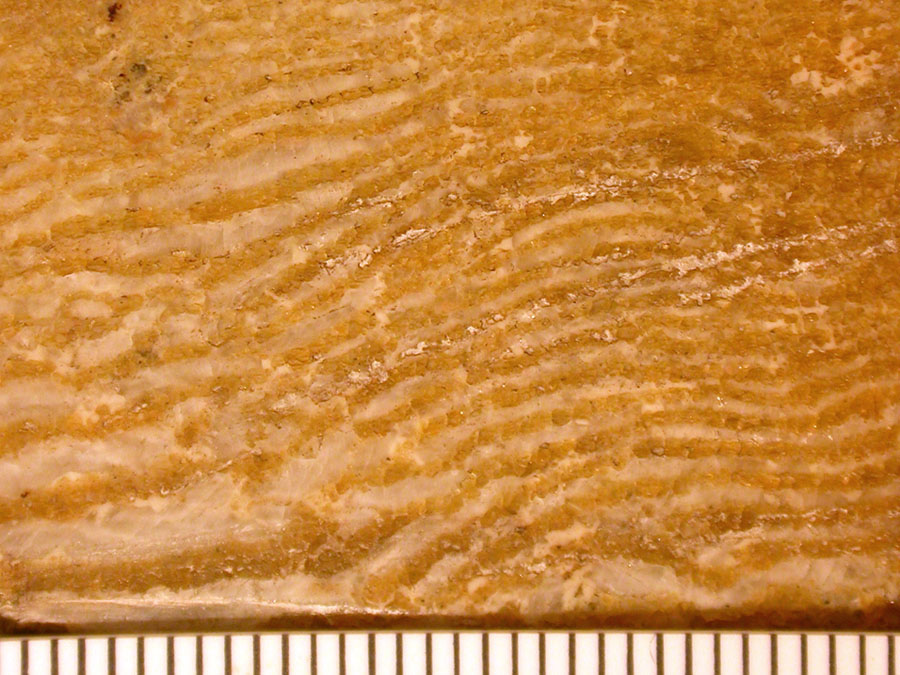
Eozoon canadense

Eozoon canadense („najstarsze zwierzę Kanady”) – materiał skalny pochodzenia naturalnego, błędnie rozpoznany w połowie XIX wieku jako skamieniałość pochodzenia organicznego. Jedna z największych pomyłek w historii paleontologii.
W 1864 roku kanadyjski przyrodnik John William Dawson otrzymał od Williama E. Logana, dyrektora Geological Survey of Canada, zbudowane z cienkich warstewek tajemnicze próbki skalne, wydobyte kilka lat wcześniej z pokładów prekambryjskich nad brzegiem rzeki Ottawy, niedaleko miejscowości Grenville-sur-la-Rouge w prowincji Quebec. Dawson stwierdził, iż warstewkowate struktury wskazują na organiczne pochodzenie skał, uznając je za skamieniałe pozostałości otwornic. W 1865 roku ogłosił drukiem opis rzekomych najstarszych śladów życia na Ziemi i zaproponował dla nich nazwę Eozoon canadense.
Wieść o odkryciu Eozoon wywołała burzę w ówczesnym świecie naukowym i trwające wiele lat polemiki między specjalistami na temat natury skał. Wśród zwolenników Dawsona znalazł się m.in. W.B. Carpenter z British Museum, w gronie przeciwników obecni byli irlandzcy geologowie William King i Thomas H. Rowney oraz niemiecki zoolog Karl Möbius. Debatę zakończyło dopiero odkrycie w 1894 roku przez J.W. Gregory’ego i Hugh Johnstona-Lavisa podobnych materiałów skalnych pochodzących z erupcji Wezuwiusza. Jak się okazało, Eozoon canadense było w rzeczywistości nieorganiczną formacją wapienną, zdeformowaną w wyniku gwałtownego działania temperatury i ciśnienia.